# Кромидово
Кроми́дово (болг. Кромидово) — село в Благоєвградській області Болгарії. Входить до складу общини Петрич.

## Населення
За даними перепису населення 2011 року у селі проживали 150 осіб.
Національний склад населення села:
| Національність   | Кількість осіб | Відсоток |
| ---------------- | -------------- | -------- |
| болгари          | 143            | 95,3%    |
| інша             | 5              | 3,3%     |
| Всього відповіли | 150            |          |

Розподіл населення за віком у 2011 році:
Динаміка населення: